# Мордюков, Павел Петрович
Па́вел Петро́вич Мордюко́в (р. 22 ноября 1965, Москва) — советский и российский музыкант, саксофонист, радиоведущий, рекламист. Участник группы «Несчастный случай» (1985—2022).

## Биография
Павел Мордюков родился 22 ноября 1965 года в Москве.
С 1982 по 1987 год учился на географическом факультете Московского государственного университета имени М. В. Ломоносова (МГУ). Однокурсниками Павла Мордюкова были предприниматель, общественный и политический деятель, депутат Государственной думы РФ VI созыва Михаил Слипенчук; футболист, основатель МФК «Норильский никель» Дмитрий Федосеев; художник-иллюстратор, художник журнала «Эксперт», первый главный художник журнала «Большой город» Глеб Бозов; журналист, основатель и главный редактор журнала экстремальных видов спорта «Вертикальный мир» Артём Зубков.
С 1987 года — младший научный сотрудник Института культуры. С 1989 года — аспирант географического факультета МГУ.
В 1992—1998 — ведущий музыкальных программ на «Радио 101» под псевдонимом Павел Задорожный, с 1996 — копирайтер BBDO, с 1997 — копирайтер, руководитель творческой группы агентства «Lowe Adventa», с 2008 — творческий директор агентства «Lowe Adventa».

## Музыкальная деятельность
Занимается музыкой со школы. В 1982 году Мордюков выступал в художественной самодеятельности географического факультета, где его заметили Алексей Иващенко и Георгий Васильев и пригласили в свою студию при Студенческом театре МГУ. Здесь он познакомился с Алексеем Кортневым и Валдисом Пельшем и с 1985 года стал играть вместе с ними. До этого музыкальным инструментом Павла была гитара, в дальнейшем он освоил саксофон.
В 1985 году группа «Несчастный случай» написала песню «Товарищ Мордюков», которая была записана в 1996 году.
В 1997 году Андрей Гуваков и Павел Мордюков создали собственный лейбл группы «Несчастный случай» под названием «Delicatessen».

### Дискография
При участии Павла Мордюкова записаны все студийные альбомы группы «Несчастный случай» (саксофон, вокал, гитара). Также он принял участие в записи альбомов Ирины Богушевской «Лёгкие люди» (2001) и «Нежные вещи» (2005, саксофон).

## Работа на радио
На протяжении пяти лет (1992—1998) Павел Мордюков работал ведущим музыкальных программ на «Радио 101» под псевдонимом Павел Задорожный. В 1998 году из-за нехватки времени был вынужден оставить работу на радио, так как кроме этого продолжал играть с группой «Несчастный случай», а также занимался продюсерской и издательской деятельностью.

## Рекламная деятельность
С 1996 — копирайтер BBDO, с 1997 — копирайтер, руководитель творческой группы агентства «Lowe Adventa», с 2008 — творческий директор агентства «Lowe Adventa».
Рекламные кампании Lowe Adventa, созданные при участии Павла Мордюкова, неоднократно получали международные награды: диплом Европейской секции рекламного фестиваля Британского телевидения за ролик «Circus», торговой марки Stella Artois (2005), «Серебряные палочки» Golden Drum торговой марки «Толстяк» (2002) и другие.

## Фильмография
- 1992 — Прорва (эпизод, нет в титрах)